# Halbkugeliger Borstenbecherling
Der Halbkugelige Borstenbecherling oder Halbkugelige Borstling (Humaria hemisphaerica) ist ein Schlauchpilz aus der Familie der Feuerkissenverwandten (Pyronemataceae).

## Merkmale

### Makroskopische Merkmale
Der Halbkugelige Borstenbecherling bildet zunächst nahezu halbkugelige Fruchtkörper, die Apothecien  mit einer kleinen normalerweise bewimperten Öffnung aus, die sich dann tief schüsselförmig ausbreiten. Ihre Außenseite ist braun und borstig behaart. Die Innenseite mit der Fruchtschicht (Hymenium) ist milchweiß bis grauweißlich. Die Apothecien werden ungefähr 1 bis 3 cm breit und haben eine wachsartige und etwas zähe Konsistenz.

### Mikroskopische Merkmale
Die braunen Haare sind 400 bis 500 × 15 bis 20 µm groß. Die Asci sind zylindrisch und werden ungefähr 250 µm lang. Die Sporen sind elliptisch, hyalin und mit dichten Warzen besetzt, die aber erst nach Anfärben gut sichtbar sind, und messen 20–22 × 10–11 µm. Sie besitzen 2–3 Öltropfen.

## Ökologie
Der Halbkugelige Borstenbecherling bildet eine Ektomykorrhiza aus, geht also mit Gefäßpflanzen eine Symbiose ein. Er wächst oft gesellig am Boden im Laub- und Nadelwald. Manchmal wächst er auch auf verfaultem Holz. Er ist in Nordamerika und Europa heimisch und relativ häufig. In Österreich kommt er in allen Bundesländer vor. Fruchtkörper werden von Juli bis Oktober gebildet.

Der Halbkugelige Borstenbecherling wird oft von dem Pilz Hypomyces stephanomatis (Nebenfruchtform: Stephanoma strigosum) parasitiert. Dabei erscheint das Hymenium weißmehlig. Anscheinend schmarotzt er speziell auf Sporen.

## Taxonomie
Die Art wurde zuerst 1780 von Friedrich Heinrich Wiggers als Peziza hemisphaerica beschrieben. Elias Magnus Fries betrachtete sie als eine Lachnia, eine Gattung, zu der er beborstete Becherlinge zuordnete. 1870 erkannte Leopold Fuckel die Art als zu Humaria gehörig.